# 里夫斯普萊斯 (加利福尼亞州)
里夫斯普萊斯（英語：Reeves Place）是位於美國加利福尼亞州門多西諾縣的一個非建制地區。該地的面積和人口皆未知。

## 地理
里夫斯普萊斯的座標為39°53′21″N 123°06′49″W / 39.88917°N 123.11361°W，而該地的平均海拔高度為803米（即2634英尺）。